# Al-Barka
Al-Barka (Bayan ng Al-Barka) är en kommun i Filippinerna. Kommunen ligger på ön Basilan, och tillhör provinsen Basilan. Folkmängden uppgår till 20 905 invånare år 2015.

## Barangayer
Al-Barka är indelad i 16 barangayer.
| - Apil-apil - Bato-bato - Bohe-Piang - Bucalao - Cambug - Danapah - Guinanta - Kailih | - Kinukutan - Kuhon - Kuhon Lennuh - Linuan - Lookbisaya - Macalang - Magcawa - Sangkahan |